# جرامیکله
جرامیکله (به ایتالیایی: Grammichele) یک کومونه در ایتالیا است که در استان کاتانیا واقع شده‌است.

## خصوصیات
جرامیکله ۳۰ کیلومترمربع مساحت و ۱۳٬۴۰۴ نفر جمعیت دارد و ۵۲۰ متر بالاتر از سطح دریا واقع شده‌است.